# 首藤真吾
首藤 真吾（しゅとう しんご、1982年12月13日 - ）は、テレビ宮崎の社員で、元アナウンサー。
宮崎県都城市（旧：北諸県郡高城町）出身。
都城市立四家中学校、宮崎県立都城泉ヶ丘高等学校卒、九州工業大学、同大学院修了。

## 経歴

### 学生時代（ラジオDJ時代）
- 大学に入りたての頃、バンドのボーカル及びギターを担当。福岡県内のライブハウスなどで活動。この時期に福岡RKBのMOMO CAN DOにゲスト出演した事がきっかけとなり、メディアの世界を目指すようになった。
- 2004年12月からコミュニティFMのFM KITAQの大学生スタッフとして採用され、1年半の在籍中6番組を担当。
- 2006年4月からCROSS FMにて採用される。同局の番組としては「SUNDAY FREESTYLE CAFÉ」、「n.g!」の担当となる。
- 九州工業大学大学院修了後の2007年4月からは、首藤の出身地にあるテレビ宮崎にアナウンサーとして入社。
- 同郷のGLAY、氷室京介のサポートドラマーTOSHI NAGAI（永井利光）との親交が深く、Snail Ramp、ヤドカリ、R.O.B、冨永裕輔など、ミュージシャンの友達が多い。
- 大学在学中は、FM KITAQは生放送、CROSS FMは収録放送であった。

### アナウンサー時代
- 初鳴きは、2007年4月7日のHOT WAVE。ドッキリコーナーで大泣きする様子が放送され、歴代のMCを前に抱負を語った。
- 首藤の母校「四家中学校」は、2009年3月に閉校。番組で閉校式の様子とSonar Pocketの訪問ライブがオンエアされたのだが、VTR後涙ながらに感想を語った。
- 2010年6月～9月　口蹄疫チャリティのリストバンド「MOリング」の発案・デザインを担当。GLAY、秦基博、ゆずなどがサポートする。寄付額は2,420,500円が集まり、アイトップの土屋広明社長と共に宮崎県庁で東国原英夫知事へ贈呈した。(宮崎日日新聞掲載)
- 陸上の末續慎吾とは、同じ名前ということで交友があり、宮崎の飲食店には二人の写真が置いてある店がある。
- ジャガジャガ天国では、2011年4月から「なわとびマン」に扮して、「大なわとび選手権」のコーナーを担当。
- 2011年8月のめちゃ×2イケてるッ!では、ナインティナインから「日本一悲しいアナウンサー」として、「なわとびマン」をいじられる。
- 入社後はスポーツ番組などを担当することも多く、福岡ソフトバンクホークスの武田翔太や有馬翔など、宮崎県出身の野球選手などの交友が広い。
- 局アナとしては、女子ボクシングの伊藤沙月と唯一スパーリングをしたことや福岡ソフトバンクホークスの武田翔太投手の豪速球を体で受けたことが話題になった。

### イベントディレクター時代
- 2012年4月、女子プロゴルフトーナメント「アクサレディス in MIYAZAKI」立ち上げメンバーに抜擢され、アナウンス部を異動。同トーナメントのPR装飾として、宮崎市内の公道や空港に壮大な装飾品を設置することを発案。今でも、国道に大量の大会旗が飾られたり、空港の手荷物受取所に女子プロゴルファーの大型パネルが展示されるなど当時のアイデアが引き継がれている。同トーナメントは、2013年3月に第1回大会が開催された。

## 過去の担当番組

### CROSS FM時代
- SUNDAY FREESTYLE CAFE（日曜10:00 - 11:00）
- n.g!（金曜27:00 - 28:00）

### FM KITAQ時代
- ラジオ居酒屋KITAQ亭
- ブームスクランブル
- HOT WAVE
- HOT WAVE DX
- イエローサブマリンサテライト
- KITAQヤングゼミ

### テレビ宮崎時代
- HOT WAVE（土曜18:30-19:00）
- UMKスーパーニュース（スポーツコーナー）（木、金担当）
- Mスポーツ（日曜7:30-7:45）
- ジャガジャガ天国
- UMKニュース（不定期）
- 朝いちサラダ（放送開始直後、不定期）